# Concilio de París (1212)
El Concilio de París data del año 1212, tenido por el legado de Roberto de Corsón. En este se tratan diversos temas respecto a la restitución de la disciplina eclesiástica.Se realizó durante el papado de Inocencio III, en la ciudad de París. 
En este concilio diversas medidas son tomadas, como la prohibición al clero de practicar la medicinao que el ajedrez se convierte en objeto de anatema.
Hay otras prohibiciones más variadas que mostraba el Antijudaísmo, propio de todas las épocas, por la que se prohibía a mujeres cristianas amamantar a niños judíos.
Respecto a términos monetarios este mencionado concilio será bastante estricto aunque no duraría en el tiempo, desde este al Concilio de Letrán, 3 años después ya se podía notar la relajación de las medidas.
En la orden XXI del concilio podemos observar "una de las actas de nacimiento de la condena de la sodomía" según el investigador Rafael Mérida Jiménez.